# 日本マイコンクラブ
日本マイコンクラブ（にほんマイコンクラブ）は、日本でのマイクロコンピュータ（マイコン）草創期に、マイコンに興味ある人、自分で作りたい人、技術交流の場所を求めている人など、アマチュアのために作られた組織。
渡邊茂（東京大学）、渕一博（電子技術総合研究所）、矢田光治（電子総合研究所）、東山尚（千代田化工建設）、高御堂富三夫（マイテック）、石原秀策（富士通）、篠崎博（パナファコム）、広瀬治臣（東京芝浦電気）、唯山利朗（アルプス電気）、鎌田信夫（インテルジャパン）、秋房義博（（社）日本電子工業振興会）を発起人として1976年10月1日に発足した。
日本でのマイコン文化普及に大いなる貢献をし、1991年5月9日に設立された（社）パーソナルコンピュータユーザ利用技術協会（PCUA：Personal Computer Users' Application Technology Association）へとその活動は継承された。

## 発足時の組織
準備期間（1976年10月1日～1977年9月30日）の組織では、機関誌マイコンニュースの発行、マイコン研究会開催、マイコンラボでの指導、工場や研究所の見学会、コンテスト、テクニカル・レポートの発行、マイコンの割引斡旋、調査研究および資料収集などの活動をおこなった。
- 会長　渡邊茂（東京大学）
- 評議員　寺尾満（東京大学）、梅谷陽二（東京工業大学）、相磯秀夫（慶應義塾大学）、大川善邦（岐阜大学）、矢板徹（法政大学）、池野信一（電電公社武蔵野電気通信研究所）、大須賀節雄（東京大学宇宙航空研究所）、元岡達（東京大学）、南雲仁一（東京大学）、山本欣子（日本情報処理開発協会）、荻田直史（理化学研究所）
- 運営委員　渡邊茂（委員長）、渕一博（副委員長）、東山尚（幹事）、鎌田信夫（幹事）、矢田光治（幹事、研究会）、三浦宏文（総務、東京大学）、林豊彦（企画、生活映像情報システム開発協会）、正田英介（技術レポート、東京大学）、佐藤慶三郎（マイコンラボ、東京都立工業技術センター）、成田誠之助（技術者認定試験、早稲田大学）

## 設立当初の組織
（1977年10月1日～1979年9月30日） 
- 会長　渡邊茂
- 専務理事　梅田章（東京大学）
- 理事　家永辰二（東京芝浦電気（株），1978年4月1日－1979年9月30日）、石井威望（東京大学）、石田晴久（東京大学）、荻田直史、木納崇（東京システムサービス（株））、坂井利之（京都大学）、佐藤力（慶應義塾大学）、高嶋正明（（株）日立製作所）、高橋秀俊（慶應義塾大学）、長井健次（三菱電機（株））、中西俊男（成蹊大学）、成田誠之助（早稲田大学）、広瀬治臣（1977年10月1日－1978年3月31日）、渕一博、正田英介、三浦宏文、森俊二（電子技術総合研究所）、安田寿明（東京電機大学）、吉岡忠（（社）日本電子工業振興協会）、渡辺和也（日本電気（株））、秋房義博、唯山利朗